# Robinson Flores
Robinson Daniel Flores Barrios, noto semplicemente come Robinson Flores (Caracas, 14 aprile 1998), è un calciatore venezuelano, centrocampista dell'Antigua GFC.

## Caratteristiche tecniche
È un esterno destro.

## Carriera
Cresciuto nel settore giovanile del Metropolitanos, debutta in prima squadra il 28 gennaio 2018 in occasione dell'incontro di Primera División pareggiato 0-0 contro l'Academia P.C.; il 3 aprile 2019 realizza la sua prima rete nel pareggio per 1-1 contro il Monagas.

## Statistiche
Statistiche aggiornate al 14 giugno 2021.

### Presenze e reti nei club
| Stagione        | Squadra         | Campionato      | Campionato | Campionato | Coppe nazionali | Coppe nazionali | Coppe nazionali | Coppe continentali | Coppe continentali | Coppe continentali | Altre coppe | Altre coppe | Altre coppe | Totale | Totale | Totale |
| Stagione        | Squadra         | Comp            | Pres       | Reti       | Comp            | Pres            | Reti            | Comp               | Pres               | Reti               | Comp        | Pres        | Reti        | Pres   | Reti   |        |
| --------------- | --------------- | --------------- | ---------- | ---------- | --------------- | --------------- | --------------- | ------------------ | ------------------ | ------------------ | ----------- | ----------- | ----------- | ------ | ------ | ------ |
| 2018            | Metropolitanos  | PD              | 12         | 0          | CV              | 0               | 0               |                    | -                  | -                  |             | -           | -           | 12     | 0      |        |
| 2019            | Metropolitanos  | PD              | 17         | 2          | CV              | 1               | 0               |                    | -                  | -                  |             | -           | -           | 18     | 2      |        |
| 2020            | Metropolitanos  | PD              | 18         | 0          | CV              | 5               | 0               |                    | -                  | -                  |             | -           | -           | 23     | 0      |        |
| 2021            | Metropolitanos  | PD              | 4          | 1          | CV              | 0               | 0               | CS                 | 8                  | 2                  |             | -           | -           | 12     | 3      |        |
| Totale carriera | Totale carriera | Totale carriera | 51         | 3          |                 | 6               | 0               |                    | 8                  | 2                  |             | -           | -           | 65     | 5      |        |